# International Bodensee Airshow
Die International Bodensee Airshow (IBAS) ist eine bisher zweimal auf dem Flugplatz St. Gallen-Altenrhein am Bodensee auf der Schweizer Seite ausgerichtete Flugschau.

## 1988
Die „Internationalen Flugtage Altenrhein“ lockten am 13. und 14. August 1988 mehr als 90'000  Besucher an. An der zweitägigen Veranstaltung nahm unter anderen die Patrouille Suisse teil. Zudem wurden viele Flugzeuge aus den beiden Weltkriegen präsentiert (u. a. eine Boeing B-17 "Flying Fortress").

## 1998

Boeing 747 der Swissair an der IBAS98

Red Arrows Finale an der IBAS98

Zeppelin NT an der IBAS98

Red Arrows an der IBAS98

Vom 6. bis 9. August 1998 richtete das Organisationskomitee der IBAS98 unter Präsident Fridolin Stutz zum 70. Geburtstag der Dornier Do X eine große öffentliche Flugschau aus. Denn in der heute noch existenten Halle auf dem Flugplatz begannen im Dezember 1927 die Bauarbeiten an der „Do X“. Die IBAS98 war die bis dato größte Flugschau, die je in Deutschland, Österreich und der Schweiz ausgerichtet wurde. Am Samstag und Sonntag wurden insgesamt rund 150.000 Besucher gezählt.
Programm
Donnerstag, 6. August – Eröffnung der IBAS98, Seniorentag, Führungen über den Flugplatz, Enthüllung des Denkmals
Freitag, 7. August – Tag der Jugend, Training der Piloten
Samstag, 8. August – Flugtag
Sonntag, 9. August – Flugtag
Vertretene Staffeln
- Auf Jets die Red Arrows, die Frecce Tricolori, die Patrouille Suisse
- Auf Propellermaschinen das Team Sky Box, die Royal Jordanian Falcons und das PC 7 Team
- Auf Hubschraubern des Typs Bell 206 Jet Ranger das Team Kleeblatt aus Österreich

Einzelvorführungen und ausgestellte Maschinen
Grossformation an Fallschirmspringern, Massenstart von Heißluftballons, Boeing 747 Jumbo-Jet, P9SK Promotheus, Boeing Stearman, Fokker Dreidecker, Pilatus PC-7, AS 202 Bravo, Zeppelin NT, DH-104 Dove, Avro Avia, Antonov An-72, DO-X Modell, Lockheed L-749, Constellation, Douglas DC-4, Panavia Tornado IDS, Spitfire, Bell P-63 Kingcobra, Hawker Hurricane, De Havilland Vampire, De Havilland Venom, Hawker Hunter, Crossair Concordino, PBY-5A Catalina, Grumman Widgeon, P-51D Mustang, B-25 Mitchell, F4U-4 Corsair, Transall C-160, F/A-18 Hornet, Mil Mi-24D Hind, Saab 105 OE, Junkers Ju-52, Douglas DC-3, DH-89 Dragon Rapide, C-3605 D-Foxy, Agusta A-109-K2, SA315B Lama, T-6 Harvard, T-28B Trojan, DHC-2 Beaver, McDouglas MD-83, BAE Hawk
Interessantes am Rande der IBAS98
- Für die IBAS98 errichteten die Veranstalter für die SBB eine eigene Haltestelle auf der Strecke Rorschach–St. Margarethen direkt neben dem Flugplatz zwischen Staad und Rheineck und setzten Samstag und Sonntag auch Sonderzüge ein.
- Die beiden Kunstflugstaffeln Red Arrows und Frecce Tricolori waren von Freitag bis Sonntag auf dem Flughafen Friedrichshafen (ca. 21 km Luftlinie über den Bodensee) in Deutschland stationiert.
- Zum „Abschied“ der Red Arrows und der Frecce Tricolori am Montag von Friedrichshafen kamen geschätzte 2.000 Flugbegeisterte zum und um den Flugplatz.
- Bei den Red Arrows und den Frecce Tricolori wurden am Samstag eindrucksvolle, einmalige „On-Board-Aufnahmen“ mit einer Kamera von einem speziellen Piloten gemacht.
- Die Frecce Tricolori mussten ihre beiden Vorführungen am Samstag und Sonntag mit nur neun statt wie sonst zehn Maschinen absolvieren, da ein Pilot an Mittelohrentzündung erkrankt war, und nicht fliegen durfte.
- Am gleichen Wochenende fand in Konstanz auf der deutschen Seite des Bodensees das Seenachtfest statt. Laut Zeitungsberichten wünschten sich die Organisatoren einen Überflug der Frecce Tricolori mit farbigem Rauch. Auch wenn es sich dabei um keinerlei Kunstflugdarbietung gehandelt hätte, wurde es untersagt, und es patrouillierte sogar ein Hubschrauber, um ein eventuelles Kommen ohne Genehmigung zu verhindern, wobei in den Jahren 1972, 1976 und 1978 Kunstflugdarbietungen zum Seenachtfest ein eigener Programmteil waren: In diesen drei Jahren traten die Red Arrows über dem Bodensee auf, und zeigten den Besuchern ihre Show.
- Ebenso wurde der Solist der Frecce Tricolori am Freitagabend über dem Flughafen Friedrichshafen laut Augenzeugenberichten wieder vom Himmel geholt, als dieser noch einmal separat sein Programm trainieren wollte, da militärischer Kunstflug in Deutschland seit dem Flugtagunglück von Ramstein streng verboten ist.
- An den beiden Hauptveranstaltungstagen Samstag und Sonntag wurden Temperaturen von bis zu 33 °C gemessen.

## 2008
Die IBAS08 wurde am 16. April 2008 wegen zeitlicher „Verzögerungen auf der politischen Ebene“ abgesagt.